# Chasaren
Die Chasaren (auch Chazaren, Chozaren, Khazaren; griechisch Χάζαροι Cházaroi; lateinisch Gazari oder Cosri; persisch خزر Xazar; hebräisch כוזרים Kuzarim; türkisch Hazarlar; tatarisch Xäzärlär; russisch Хазары, Chasáry) waren ein ursprünglich nomadisches Turkvolk, das später teilweise im westlichen Zentralasien, dem nördlichen Kaukasus und Teilen des östlichen Europas sesshaft wurde.
Im 7. Jahrhundert nach Christus gründeten die Chasaren ein unabhängiges Khaghanat im nördlichen Kaukasus an der Küste des Kaspischen Meeres. Ab dem 8. bis frühen 9. Jahrhundert wurde die jüdische Religion zur wichtigsten Religion im Reich. Ob nur eine dünne Oberschicht oder auch die übrige Bevölkerung die neue Religion annahm und praktizierte, ist umstritten. Überliefert ist, dass es auch Christen und Muslime unter den Chasaren gab. Die Chasaren waren wichtige Bundesgenossen des Byzantinischen Reichs gegen das Kalifat. Vor allem durch Fernhandel wurden sie eine bedeutende Regionalmacht und kontrollierten in der Blüte ihrer Machtentfaltung weite Teile des heutigen Südrusslands, den Westen des späteren Kasachstans, die heutige Ostukraine, Teile des Kaukasus sowie die Halbinsel Krim. Ihre Macht wurde Ende des 10. Jahrhunderts von der Kiewer Rus mit der Zerstörung der Hauptstadt Atil gebrochen, und die Chasaren verschwanden weitgehend aus der Geschichte. Die These, ein großer Teil der Chasaren sei im osteuropäischen Judentum aufgegangen, wird von den Fachwissenschaften mehrheitlich zurückgewiesen.

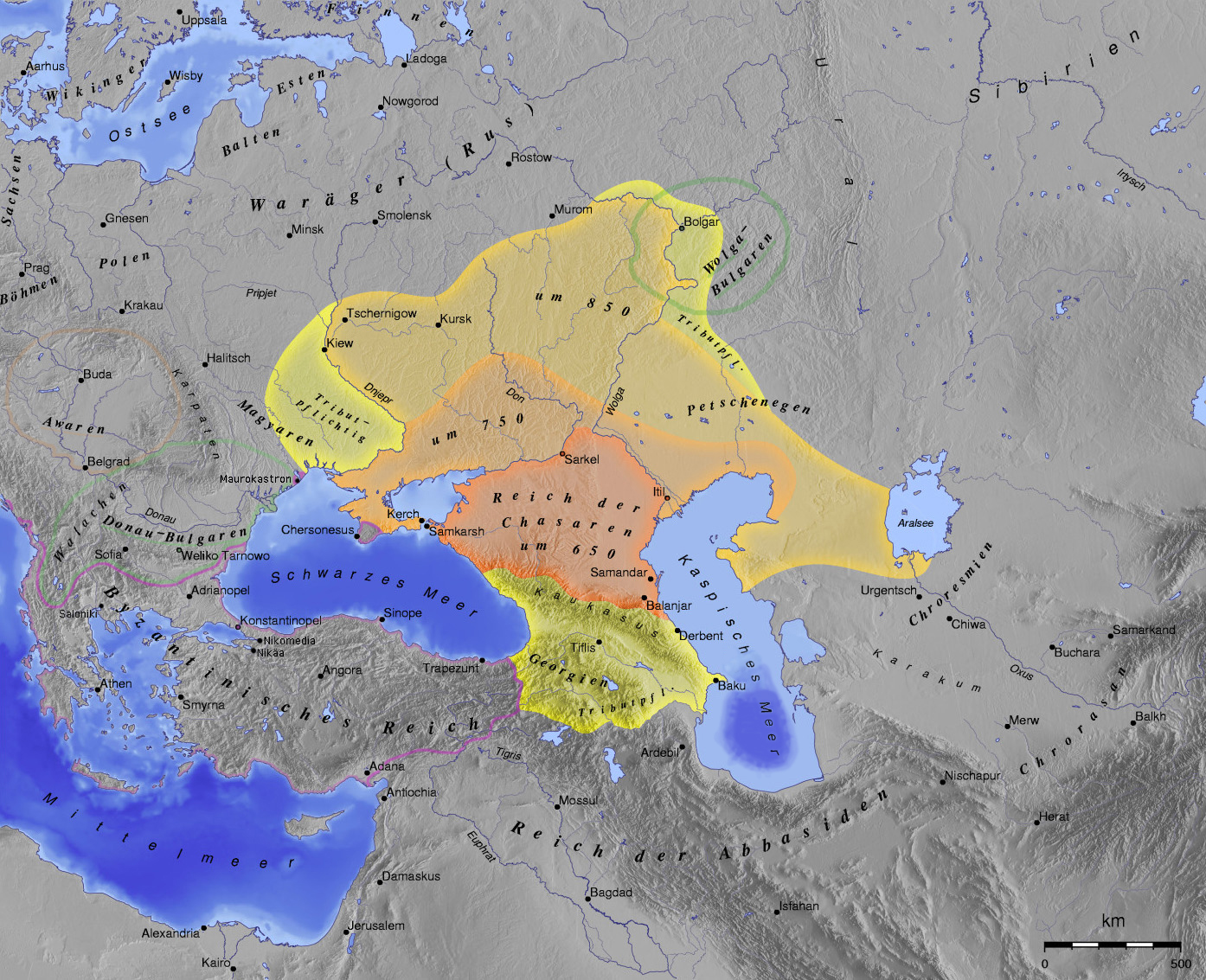
Das Reich der Chasaren im 9. Jahrhundert

## Ausdehnung
Im 9. Jahrhundert erstreckte sich das Chasarische Khaghanat über die gesamte südrussische Steppe zwischen Wolga und Dnepr bis an den Kaukasus. Der Einflussbereich reichte bis in die heutigen Gebiete von Georgien, Armenien und Aserbaidschan. Die nördliche Grenze befand sich nordöstlich des späteren Moskau am Oberlauf der Wolga. Damit war das Chasarenreich auf dem Höhepunkt seiner Macht mindestens dreimal so groß wie das Frankenreich Mitteleuropas.
Sein Gebiet wurde jedoch weniger straff beherrscht und war nicht zentral organisiert. Zum Reich gehörten auch turksprachige, unterworfene Verbände, wie möglicherweise Restverbände der Protobulgaren, Sabiren oder Onoguren, in den lose beherrschten, tributpflichtigen Randzonen auch Petschenegen, nach Norden ausgewichene Wolgabulgaren und ostslawische Verbände der entstehenden Kiewer Rus. An der Nordostgrenze lebten auch sogenannte Wolga-Magyaren, die im Land Magna Hungaria noch bis Ende des 13. Jahrhunderts in Quellen nachweisbar sind. Die historisch bekanntere Magyaren-Gruppe nomadisierte an der Westgrenze, teilweise innerhalb des tributpflichtigen Gebietes im Land Etelköz der ungarischen Überlieferung, und wanderte später nach einem Aufstand gegen die Chasaren nach Pannonien aus (siehe unten). Nach Interpretation vieler Quellenhinweise und lautgesetzlich veränderter Ethnonyme existierte nach Meinung vieler Forscher am Unterlauf des Terek in Nordkaukasien mit den Sevordi (armenisch Sewordik̕, arabisch S(iy)ā(r)wardiyya(r), andere Forscher verbinden sie mit den turksprachigen Sabiren) eine dritte magyarische Nomadengruppe, von denen Ende des 8. Jahrhunderts ein Teil über den Kaukasus ins armenisch-georgisch-aserbaidschanische Grenzgebiet nordwestlich von Gjandscha auswanderten, wo sie noch bis ins 10. Jahrhundert erwähnt werden. Die Zurückgebliebenen existierten als Kuma-Magyaren ebenfalls möglicherweise noch bis ins 14. Jahrhundert.
Über mehrere Jahrhunderte vor der Jahrtausendwende kontrollierten die Chasaren den Handel mit Gewürzen, Textilien und Sklaven auf den Teilen der Seidenstraße, die an den Hafenstädten der nördlichen Schwarzmeerküste, u. a. in Tanais und seinen Nachfolgesiedlungen (Asow), begannen, und auf den Handelswegen zwischen Konstantinopel und dem Baltikum. Weitreichende Handelsbeziehungen unterhielten sie zudem nach Westen bis ins Kalifat von Córdoba.

## Ursprünge und Vorgeschichte
Der Name Chasaren könnte von einem türkischen Wort für „Umherziehen“ (gezer in modernem Türkisch) abgeleitet sein. Ihr Ursprung ist ungeklärt. Im „Chasarischen Königsbrief“ (siehe unten) führt König Joseph einen Sohn Togarmas namens „Kosar“ als Stammvater seines Volkes an. Togarma wird in der Tora als Enkel Jafets genannt. (1 Mos 10,3 ), der Name „Kosar“ ist jedoch im biblischen Text nicht enthalten. In jedem Fall dürfte eine solche Herleitung Legendencharakter haben.
Die moderne Wissenschaft nimmt allgemein an, dass die Chasaren aus Zentralasien eingewanderte Türken waren. Wissenschaftler in der UdSSR hielten die Chasaren für ein indigenes Volk des Nordkaukasus. Einige Wissenschaftler, wie D. M. Dunlop, sahen eine Verbindung zwischen den Chasaren und einem uigurischen Stamm namens K’o-sa, der in chinesischen Quellen genannt wird. Die chasarische Sprache scheint jedoch eine oghurische Sprache ähnlich der der frühen Bulgaren gewesen zu sein. Daher wurde auch eine Herkunft von den Hunnen behauptet, in deren Stammeskonföderation sich wahrscheinlich auch Turkvölker befanden. Da die Turkvölker niemals ethnisch homogen gewesen sind, müssen sich diese Ideen nicht gegenseitig ausschließen. Es ist wahrscheinlich, dass die chasarische Nation aus ethnisch unterschiedlichen Stämmen zusammengesetzt war, da Steppenvölker üblicherweise die von ihnen unterworfenen Gemeinschaften absorbierten.
Bereits armenische Chroniken des 2. Jahrhunderts enthalten Stellen, die als Hinweise auf die Chasaren gedeutet werden könnten. Diese werden zumeist als Anachronismen eingeschätzt, die meisten Wissenschaftler nehmen an, dass sie sich tatsächlich auf die Sarmaten oder Skythen beziehen. Der spätantike Geschichtsschreiber Priskos berichtet, dass ein Stamm der Hunnen „Akatziroi“ genannt werde (Akatziren). Ihr König hieß Karadach oder Karadachus. Unter Verweis auf die Ähnlichkeit zwischen „Akatziroi“ und Ak-Chasar (siehe unten) wurde spekuliert, dass die Akatziren möglicherweise frühe Proto-Chasaren waren, doch bleibt dies zweifelhaft. Dmitri Wasiljew von der staatlichen Universität von Astrachan stellte die Hypothese auf, dass die Chasaren erst am Ende des 6. Jahrhunderts in die pontische Steppenregion eingewandert und ursprünglich in Transoxanien beheimatet gewesen seien. Nach Wasiljew blieben chasarische Bevölkerungsgruppen in Transoxanien zurück, wo sie unter der Oberherrschaft der Petschenegen oder Oghusen gestanden hätten, wobei sie dennoch den Kontakt mit der ausgewanderten Mehrheit der Bevölkerung hielten.

## Stämme
Die chasarische Stammesstruktur ist unklar. Wie viele turkstämmige Nationen waren sie offenbar in Ak-Chasaren („Weiße Chasaren“) und Kara-Chasaren („Schwarze Chasaren“) unterteilt. Gelehrte wie Heinrich Graetz nahmen fälschlicherweise an, dass es sich dabei um rassische Einteilungen gehandelt habe. Tatsächlich hatten solchen Unterscheidungen jedoch keinen Bezug zur physischen Erscheinung. Die Weiß-Schwarz-Einteilung ist eine allgemein verbreitete soziale Einteilung bei eurasischen nomadischen Stämmen, wobei die „weiße“ Gruppe den Adel, die Kriegerelite und die herrschende Klasse umfasst, während die „schwarze“ Gruppe aus dem gemeinen Volk, den Händlern etc. besteht.
Peter Golden spekulierte darüber, dass das chasarische Ethnos eine Mischung aus Oghusen und anderen türkischen Ethnien einschließlich der Sabiren und der nordkaukasischen Hunnen sowie Elementen der Göktürken dargestellt habe.

## Aufstieg

### Entstehung des chasarischen Staates

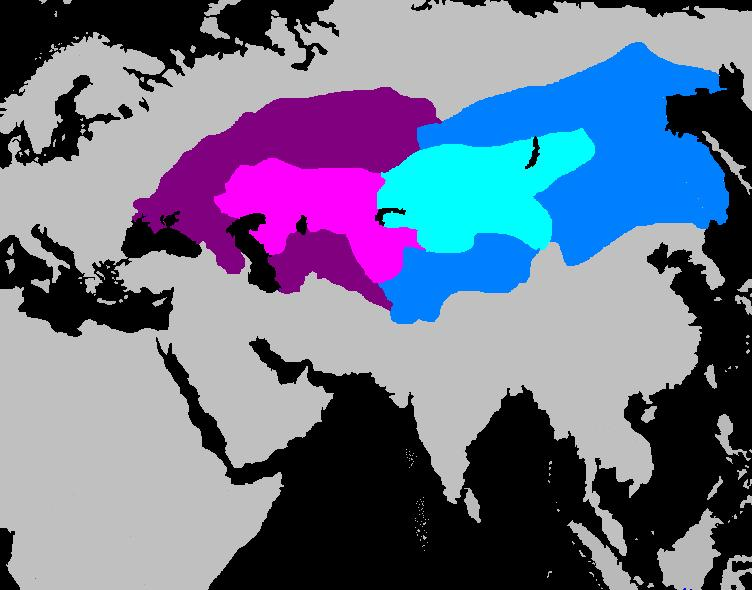
Karte des westlichen (purpur) und des östlichen (türkis) Khaganats der Göktürken auf dem Höhepunkt ihrer Macht um 600 n. Chr.
Hellere Regionen zeigen direkte Herrschaft an, dunklere stehen für Einfluss-Sphären.

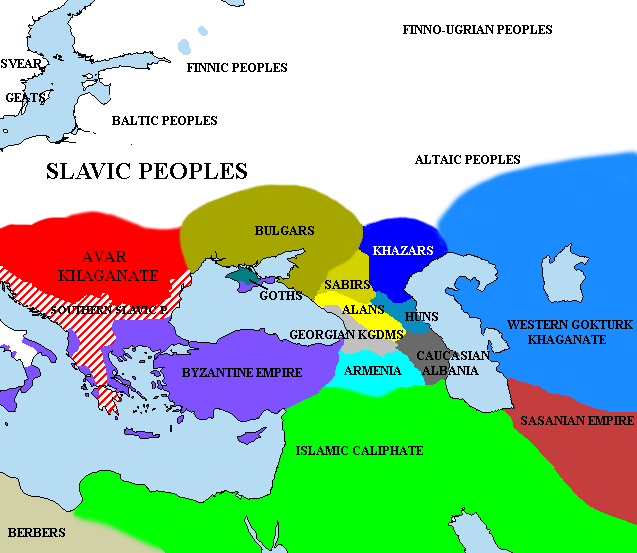
Die Pontische Steppe, um 650

Die frühe chasarische Geschichte ist eng verbunden mit dem Reich der Göktürken, das im Jahr 552 durch die Niederschlagung der Rouran begründet wurde. Mit dem Zusammenbruch des Reichs der Göktürken aufgrund innerer Konflikte im 7. Jahrhundert spaltete sich die westliche Hälfte des Reichs in zwei Konföderationen, die Bulgaren unter Führung der Dulo-Dynastie und die Chasaren unter Führung der Aschina-Sippe, der traditionellen Herrscher des Reichs der Göktürken. Kurz vor 645 erreichten die Chasaren Samandar (nahe dem heutigen Kisljar) im Ostkaukasus, das sie später zu ihrer Hauptstadt machten. Um 670 hatten die Chasaren die Bulgarenkonföderation zerschlagen, wobei drei Restgebiete an der Wolga, dem Schwarzen Meer und der Donau verblieben.
In der älteren Forschung wurde oft angenommen, dass die Chasaren dem byzantinischen Kaiser Herakleios Unterstützung gegen die Sassaniden geleistet haben. Dies beruht jedoch auf einer Fehlinterpretation einer armenischen Quelle, die den Begriff Chasaren anachronistisch verwendet hat. Bei Theophanes wurde der Begriff ebenfalls anachronistisch und doppeldeutig benutzt. In Wahrheit leisteten die Göktürken dem Kaiser Militärhilfe, indem sie Persien an seiner Nordgrenze attackierten, wie andere Quellen belegen.
Während des 7. und des 8. Jahrhunderts führten die Chasaren eine Reihe von Kriegen gegen das Kalifat der Umayyaden, welches danach trachtete, seinen Einfluss auf Transoxanien und den Kaukasus auszudehnen (siehe auch Islamische Expansion). Der erste Krieg wurde in der ersten Hälfte des 7. Jahrhunderts ausgefochten und endete mit einer Niederlage der arabischen Streitkräfte unter Führung von Adb ar-Rahman ibn Rabiah vor der chasarischen Stadt Balanjar, nach einer Schlacht, in welcher beide Seiten Belagerungsmaschinen gegen die gegnerischen Truppen eingesetzt hatten.
Mehrere russische Quellen nennen den Namen des chasarischen Kagans dieser Periode als „Irbis“ und bezeichnen ihn als Abkömmling des göktürkischen Herrscherhauses, der Aschina. Ob Irbis jemals existiert hat, ist ebenso offen, wie die Frage, ob er mit den vielen göktürkischen Herrschern dieses Namens in Beziehung steht.
Verschiedene weitere Konflikte brachen in den folgenden Jahrzehnten aus, einschließlich arabischer Angriffe und chasarischer Kriegszüge nach Kurdistan und in den Iran. Aus den Berichten al-Tabaris gibt es Hinweise darauf, dass die Chasaren eine vereinigte Front mit den Überresten der Göktürken Transoxaniens bildeten.

### Die Chasaren und Byzanz
Die chasarische Oberherrschaft über die Krim geht auf das späte 7. Jahrhundert zurück. Etwa seit der zweiten Hälfte des 7. Jahrhunderts drangen die Chasaren langsam auf die Krim vor, ohne jedoch eine offene Kollision mit Ostrom zu riskieren. Bospor und Sugdeja auf der Krim sowie Phanagoreia auf der gegenüber liegenden Seite der Meerenge von Kertsch hatten spätestens im Jahr 704 einen chasarischen Statthalter. In der Mitte des 8. Jahrhunderts wurden die aufständischen Krim-Goten unterworfen und ihre Hauptstadt Doros (das heutige Mangup-Kale) besetzt. Nur Chersones konnte von den Byzantinern gehalten werden; Angriffe der Araber im Kaukasusraum sorgten dann dafür, dass es zu keinen militärischen Auseinandersetzungen zwischen den Chasaren und Byzanz kam, im Gegenteil: Oftmals waren die Chasaren, wie vielleicht bereits zur Zeit des Herakleios (obwohl man es in der neueren Forschung für wahrscheinlicher hält, dass die damaligen Verbündeten des Kaisers die Göktürken waren), Bundesgenossen des Byzantinischen Reichs, auch wenn später die Beziehungen der Chasaren zum Abbasidenkalifat in der Regel freundlich waren.
704/5 flüchtete der nach Chersones exilierte Kaiser Justinian II. in chasarisches Gebiet und heiratete eine Tochter des Khagans Busir. Mit Hilfe seiner Frau entkam er Busir, der gemeinsam mit dem Usurpator Tiberios II. gegen ihn intrigierte, wobei zwei chasarische Amtsträger getötet wurden. Er floh zu den Bulgaren, deren Khan Tervel ihm zur Wiedergewinnung seines Throns verhalf. Später unterstützten die Chasaren den aufständischen General Bardanes, der unter dem Namen Philippikos 711 die Kaiserwürde erlangte.
Der byzantinische Kaiser Leo III. war von dem Sieg der Chasaren gegen die Araber bei Ardabil 730 (s. u.) derart beeindruckt, dass er im Rahmen einer Allianz zwischen den beiden Reichen seinen Sohn Konstantin, den späteren Konstantin V., mit der chasarischen Prinzessin Tzitzak (Tochter des Khagans Bihar) verheiratete. Tzitzak, die auf den Namen Irene getauft wurde, wurde für ihr Hochzeitskleid berühmt. In Konstantinopel wurden daraufhin Männerroben mit der Bezeichnung tzitzakion sehr populär. Ihr Sohn Leo (Leo IV.) war besser bekannt unter dem Namen „Leo der Chasare“.

### Zweiter chasarisch-arabischer Krieg

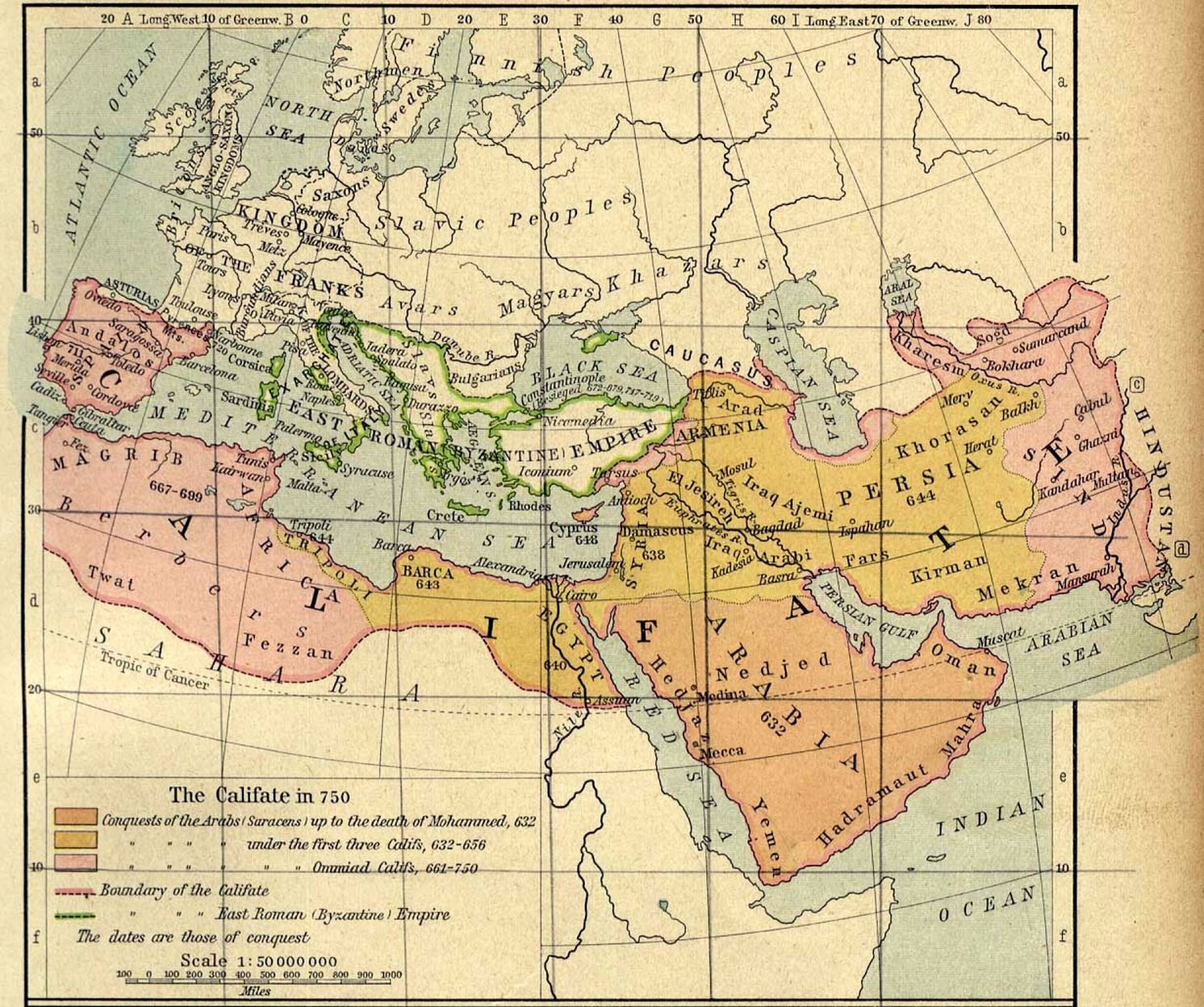
Expansion des Kalifats bis 750 (Historical Atlas von William R. Shepherd, 1923)

Im ersten Jahrzehnt des 8. Jahrhunderts kam es zu Feindseligkeiten mit dem Kalifat mit Überfällen und Raubzügen im Kaukasus, aber nur wenigen entscheidenden Schlachten. 730 marschierten die Chasaren unter Führung eines Prinzen namens Bardschik in den nordwestlichen Iran ein und besiegten die Streitkräfte der Umayyaden bei Ardabil, wobei der arabische Kriegsherr al-Dscharrah al-Hakami getötet und die Stadt kurzzeitig besetzt wurde. Im nächsten Jahr wurden sie bei Mossul besiegt, wo Bardschik seine Armee von einem Thron aus dirigierte, auf welchem al-Dscharrahs abgetrennter Kopf angebracht war. Bardschik wurde in der Schlacht getötet. Arabische Armeen, angeführt von dem arabischen Prinzen Maslama ibn Abd al-Malik und später von Marwan ibn Muhammad (den späteren Kalifen Marwan II.) zogen über den Kaukasus und besiegten 737 eine chasarische Armee unter dem Kommando von Hazer Tarchan, wobei sie kurzzeitig Itil besetzt hielten und den Khagan zwangen, zum Islam zu konvertieren. Auch einige bis dahin von den Chasaren beherrschte Kaukasusvölker (Lesgier, Darginer usw.) nahmen daraufhin den Islam an. Die Instabilität der Umayyadenherrschaft machte eine andauernde Besetzung unmöglich, die arabischen Armeen zogen sich zurück und die chasarische Unabhängigkeit war wiederhergestellt. Es ist darüber spekuliert worden, ob die Annahme des Judentums, die demnach um 740 hätte stattfinden müssen, im Zusammenhang mit dieser Wiederherstellung der Unabhängigkeit stand.
Es ist auffällig, dass arabische Quellen um 739 den Namen einer Herrscherin namens Parsbit oder Barsbek enthalten. Diese Frau scheint die Militäroperationen gegen die Araber geleitet zu haben. Dies legt nahe, dass Frauen im chasarischen Staat höchste Ämter erlangen konnten, möglicherweise bis zur Vertretung des Khagans. Obwohl sie die arabische Expansion nach Osteuropa für einige Zeit aufhielten, waren die Chasaren gezwungen, sich in die Gebiete nördlich des Kaukasus zurückzuziehen. In den folgenden Jahrzehnten dehnten sie ihren Herrschaftsbereich auf ein Gebiet vom Kaspischen Meer im Osten bis zu den Steppengebieten nördlich des Schwarzen Meeres, mindestens bis zum Fluss Dnepr aus. In manchen Sprachen wird das Kaspische Meer immer noch „Chasarisches Meer“ genannt, zum Beispiel türkisch Hazar Denizi, arabisch بحر الخزر Bahr al-Chazar, persisch دریای خزر Daryā-ye Chazar.
758 befahl der abbasidische Kalif Abdullah al-Mansur seinem Militärgouverneur von Armenien, sich eine chasarische Frau aus königlicher Familie zu nehmen und Frieden zu stiften. Yazid heiratete daraufhin die Tochter des chasarischen Herrschers, Khagan Baghatur. Diese starb bald auf unerklärte Weise, möglicherweise im Kindbett. Ihre Begleiter kehrten nach Hause zurück, überzeugten ihren Vater davon, dass sie von Arabern vergiftet worden sei und ihr Vater war erzürnt. Ein chasarischer General namens Ras Tarchan marschierte daraufhin in den Nordwesten des heutigen Iran ein, wo seine Armee mehrere Monate lang Plünderungen und Raubzüge unternahm. Später wurden die Beziehungen zum Abbasidenkalifat, dessen Außenpolitik weitaus weniger expansionistisch war als die der Umayyaden, ausgesprochen herzlich, wenn auch vermutlich ein starker Gegensatz bestand zwischen den jüdischen Schriftgelehrten (die Existenz des Schriftgelehrten Elia ist überliefert) und den arabisch-islamischen Theologen wie z. B. Scheich Abu-bin Said Jaheera, die am Hof der Abbasiden lehrten.

## Religion

### Alttürkischer Schamanismus
Ursprünglich praktizierten die Chasaren einen traditionellen tengristischen Schamanismus, in dessen Mittelpunkt der Himmelsgott Tengri stand, der aber auch von konfuzianischen Ideen aus China beeinflusst war. Die Aschina-Sippe wurde als von Tengri auserwählt angesehen und der Khagan war die Verkörperung der Gunst, die der Himmelsgott den Chasaren erwies. Ein Khagan, der versagte, hatte die Gunst des Gottes verloren und wurde rituell hingerichtet. Historiker haben oft – halb im Scherz – darüber spekuliert, ob die Neigung der Chasaren, ihre Herrscher bisweilen hinzurichten, diese dazu bewogen hat, nach anderen Religionen Ausschau zu halten. Die Chasaren verehrten eine Reihe von Tengri untergeordneten Gottheiten, so die Fruchtbarkeitsgöttin Umay, den Donnergott Kuara und Erlik, den Gott des Todes.

### Hinwendung zum Judentum
Seit klassischer Zeit gab es in den griechischen Städten an der Schwarzmeerküste jüdische Gemeinden. Chersones, Sudak, Kertsch und andere Städte der Krim hatten ebenso jüdische Gemeinden wie Gorgippa; Tmutarakan hatte in den 670er Jahren sogar eine jüdische Bevölkerungsmehrheit. Zu den ursprünglichen jüdischen Siedlern kamen Immigrationswellen von Flüchtlingen, die vor der Verfolgung im Byzantinischen Reich, im sassanidischen Persien und später aus der islamischen Welt flohen. Viele jüdische Händler wie etwa die Radhaniten betrieben regelmäßig Handel mit dem Chasarengebiet und haben dabei möglicherweise bedeutenden wirtschaftlichen und politischen Einfluss ausgeübt. Obwohl ihre Ursprünge und ihre Geschichte im Unklaren liegen, haben auch die Bergjuden in der Nähe des Chasarengebietes gelebt und könnten entweder ihre Bundesgenossen gewesen oder ihrer Oberherrschaft unterstanden haben. Es wäre möglich, dass sie bei der Konversion der Chasaren eine Rolle gespielt haben.
Entweder am Ende des 8. Jahrhunderts oder im frühen 9. Jahrhundert konvertierten das chasarische Herrscherhaus, der Adel sowie Teile der einfachen Bevölkerung zur jüdischen Religion. Welcher Anteil der Bevölkerung hiervon erfasst wurde, ist Gegenstand historischer Debatten. Früher glaubten die meisten Wissenschaftler, ausschließlich die Oberschicht sei zur jüdischen Religion konvertiert, diese These wird durch zeitgenössische islamische Texte gestützt. Neuere archäologische Ausgrabungen haben jedoch weitverbreitete Wandlungen bei Begräbnispraktiken gezeigt. Um die Mitte des 9. Jahrhunderts begannen die chasarischen Begräbnisse einen dezidiert jüdischen Charakter anzunehmen. Grabbeigaben verschwanden fast vollständig. Die Begräbniskultur spricht dafür, dass die jüdische Religion um 950 in allen Schichten der chasarischen Gesellschaft verbreitet war.
Das etwa 400 Jahre nach der mutmaßlichen Konversion entstandene Buch Kusari des spanisch-jüdischen Philosophen Jehuda ha-Levi erläutert moralische und liturgische Gründe für die Konversion. Das Buch Kusari hat bis heute grundlegende Bedeutung für die jüdische Philosophie und allgemein für die jüdische Geisteswelt. Von einigen Gelehrten wird diese Darstellung allerdings in Frage gestellt. Das Werk wird dabei als Moralerzählung eingeschätzt, in der ha-Levi das Thema der Bekehrung der Chasaren lediglich als Rahmenerzählung genutzt habe, um aktuelle Themen seiner Zeit zu behandeln. Einige Forscher haben die These aufgestellt, dass eine politische Motivation für die Konversion in dem Wunsch lag, einen hohen Grad an Neutralität zu gewährleisten. Das Chasarenreich lag inmitten wachsender Bevölkerungen, Muslime im Osten und Christen im Westen. Beide Religionen erkannten das Judentum als ihren Vorgänger an, der eines gewissen Respekts würdig sei. Das genaue Datum der Konversion ist umstritten. Sie könnte bereits um 740 oder erst um die Mitte des 9. Jahrhunderts stattgefunden haben. Kürzlich entdeckte Münzfunde legen nahe, dass der jüdische Glaube um 830 als dominierende Religion etabliert war, doch als der Slawenapostel Kyrill 861 das Chasarenreich bereiste, erkannte er in den Chasaren keine Juden. Kyrill sollte den Chasarenkhagan für das Christentum gewinnen, was aber, trotz der Taufe von etwa 200 Chasaren, nicht gelang. Der Khagan dieser Periode, Zacharias, trug einen biblischen, hebräischen Namen. Einige mittelalterliche Quellen geben den Namen eines Rabbiners, der die Konversion der Chasaren beaufsichtigte, mit Isaak Sangari oder Jitzchak ha-Sangari an.
Der erste jüdische König hieß Bulan, was so viel wie „Elch“ bedeutet, doch einige Quellen geben ihm den jüdischen Namen Sabriel. Ein späterer König, Obadiah, förderte die jüdische Religion, indem er Rabbiner in das Königreich einlud und Synagogen bauen ließ. Jüdische Persönlichkeiten wie Saadia Gaon berichteten positiv über die Chasaren, wohingegen sie die zeitgenössischen Karäer als „Bastarde“ verdammten. Daher ist es unwahrscheinlich, dass die Chasaren die Glaubensrichtung der Karäer annahmen, wie von einigen Historikern angenommen wurde.
Die Chasaren unterhielten enge Beziehungen zu den Juden der Levante und Persiens. Die persischen Juden hofften beispielsweise, dass die Chasaren das Kalifat besiegen würden. Das hohe Ansehen, in welchem die Chasaren bei den Juden des Orients standen, zeigt ihre Erwähnung in einem arabischen Kommentar zu Jesaja 48:14, der teils Saadia Gaon, teils Benjamin Nahawandi zugeschrieben wird. Bei Jes 48,14  heißt es:

„Versammelt euch, ihr alle, und höret! Welcher unter ihnen hat solches verkündigt: Er, den der HERR liebhat, der wird seinen Willen an Babel vollstrecken und die Chaldäer seinen Arm fühlen lassen?“

Dazu sagt der Kommentar: „Dies bezieht sich auf die Chasaren, die gehen und Babylon zerstören werden.“
Gleichzeitig sahen sich auch die chasarischen Herrscher als Beschützer der jüdischen Diaspora und korrespondierten mit jüdischen Führungspersönlichkeiten im Ausland. Der Briefwechsel zwischen dem chasarischen Herrscher Josef und dem sephardischen Gelehrten Chasdai ibn Schaprut ist erhalten geblieben. Ibn Fadlan berichtet, dass der Herrscher um 920 Nachricht von der Zerstörung einer Synagoge in Babung im Iran erhalten habe. Daraufhin gab er den Befehl, das Minarett der Moschee in seiner Hauptstadt abzureißen und ihren Muezzin hinzurichten. Weiterhin erklärte er, dass er alle Moscheen in seinem Land zerstört hätte, hätte er nicht befürchtet, dass die Muslime aus Rache alle Synagogen in ihren Ländern zerstören würden.

### Andere Religionen
Neben der jüdischen Religion praktizierten Chasaren möglicherweise das griechisch-orthodoxe, das nestorianische und das monophysitische Christentum, weiterhin den Zoroastrismus wie auch germanische, slawische und finnische heidnische Kulte. Religiöse Toleranz blieb während der mehr als dreihundert Jahre erhalten, in denen das Königreich bestand. Der Slawenapostel Kyrill wurde um 860 auf eine Mission zur Bekehrung der Chasaren zum Christentum geschickt. Obwohl er viele taufte, gelang ihm kein Durchbruch. Viele Chasaren konvertierten erst später sowohl zum Christentum als auch zum Islam. Ibn Fadlan konstatierte im 10. Jahrhundert in der Chasaren-Hauptstadt Itil etwa 30 Moscheen und rund 10.000 Muslime.
Al-Mas’udi berichtet von einem religiösen Pluralismus, der in der Aufteilung der sieben Richter auf die verschiedenen Religionen besonders deutlich zum Ausdruck kommt. (Siehe hierzu Abschnitt Gerichtswesen unten)

## Der Staat

### Das chasarische Königtum
Die chasarische Königswürde verteilte sich auf den Khagan und den Bek oder Khagan Bek. Zeitgenössischen arabischen Historikern zufolge war der Khagan lediglich religiös-spirituelles Oberhaupt bzw. hatte ein repräsentatives Amt mit begrenzten Vollmachten inne, während der Bek für Verwaltungs- und Militärangelegenheiten verantwortlich war.
Sowohl der Khagan als auch der Khagan Bek residierten in Itil. Nach arabischen Quellen befand sich der Palast des Khagans auf einer Insel in der Wolga. Es wurde berichtet, dass er 25 Frauen habe, jede davon die Tochter eines untergeordneten Herrschers. Dies kann jedoch eine Übertreibung gewesen sein.
Im „chasarischen Königsbrief“ bezeichnet sich König Josef als Herrscher der Chasaren, ohne einen Kollegen zu erwähnen. Es ist strittig, ob Josef Khagan oder Bek war. Die Beschreibung seiner Kriegszüge lässt das letztere wahrscheinlich erscheinen. Eine dritte Möglichkeit ist, dass die Chasaren zur Zeit des Briefwechsels (um 955) die beiden Ämter zu einem einzelnen verschmolzen hatten, dass die Beks die Khagans ersetzt hatten oder umgekehrt.

### Armee
Die chasarischen Armeen wurden durch den Khagan Bek angeführt und von untergeordneten Offizieren (Tarchan) kommandiert. Ein berühmter Tarchan, der in arabischen Quellen als Ras oder As Tarchan auftaucht, leitete die Invasion Armeniens im Jahre 758. Der Armee gehörten auch Regimenter aus muslimischen Söldnern (Arsiyah) an. Diese waren alanischer oder choresmischer Herkunft und hatten starken Einfluss. Diese Regimenter waren von der Teilnahme an Kriegszügen gegen andere Muslime befreit. Frühe Quellen aus der Kiewer Rus bezeichnen die Stadt Charasan (von Itil aus am gegenüberliegenden Ufer der Wolga) als Chwalisy und das Chasarische (Kaspische) Meer als Chwalinskoje (morje). Einige Historiker, darunter Omeljan Pritsak, waren der Ansicht, dass dies ostslawische Varianten von „Choresmien“ seien, die sich auf diese Söldner bezögen.
Zusätzlich zum stehenden Heer der Beks zogen die Chasaren in Kriegszeiten Mitglieder der Stämme ein und verpflichteten unterworfene Nationen zur Heeresfolge.

### Andere Amtsträger
Siedlungen wurden von Verwaltungsbeamten (Tudun) regiert. In manchen Fällen (wie etwa den byzantinischen Siedlungen im Süden der Krim) wurden Tuduns selbst für Städte ernannt, die nominell der Einflusssphäre einer anderen Macht angehörten.
Ibn Fadlan nennt zudem weitere Ämter, die er als Dschawyschyghr und Kundur bezeichnet, doch ihre Verantwortlichkeiten sind nicht bekannt.

### Gerichtswesen
Islamische Historiographen wie al-Masʿūdī berichten, dass das oberste chasarische Gericht aus zwei Juden, zwei Christen, zwei Muslimen und einem „Heiden“ bestand wobei ungeklärt bleibt, ob mit dem letzteren ein türkischer Schamane oder ein Priester einer slawischen oder germanischen Religion gemeint war. Die Bürger hatten das Recht auf einen Prozess nach dem Recht ihrer Religion. Einige meinen, dass eine solche Zusammensetzung unwahrscheinlich ist, da ein Beth Din (rabbinisches Gericht) drei Mitglieder haben muss, während ein muslimisches oder christliches Gericht auch mit einem oder zwei Richtern auskommt. Es ist daher möglich, dass es für die Anhänger des Judentums drei Richter am obersten Gericht anstelle von zweien gab und dass die muslimischen Quellen versuchten, deren Einfluss herunterzuspielen. Dem widersprechende oder detailliertere jüdische oder christliche Angaben sind nicht überliefert. Möglich ist daher auch, dass der jüdische Einfluss nicht so dominierend war wie von der Lehrmeinung angenommen. Erkennbar ist nur eine deutlich schwächere Stellung der früheren tengrischen Religion gegenüber Judentum, Christentum und Islam.

## Wirtschaft

### Handel

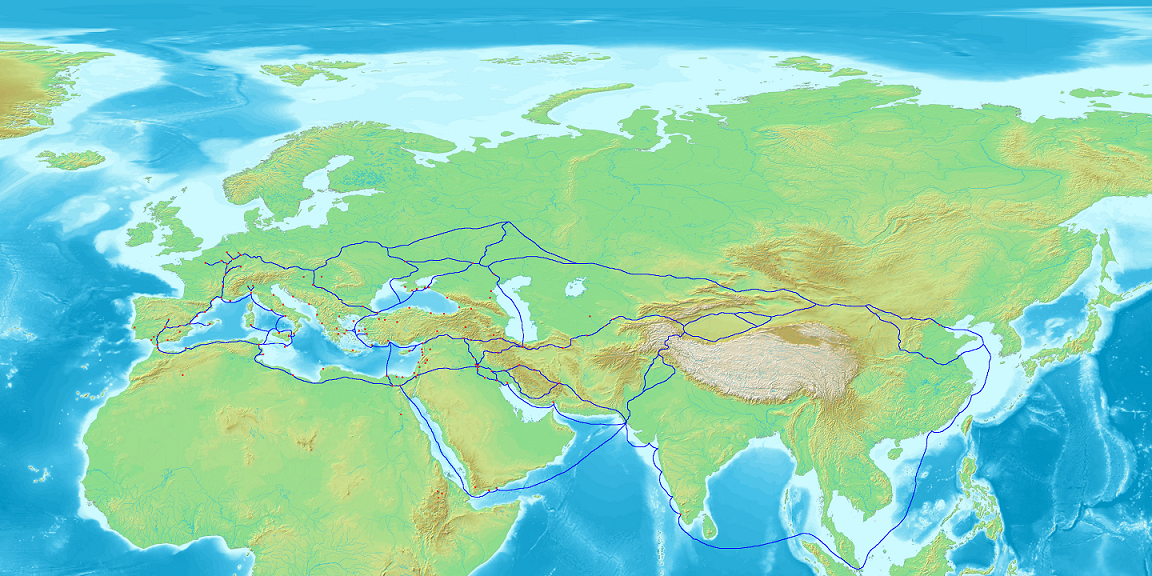
Karte Eurasiens mit dem Handelsnetz der Radhaniten, um 870, nach Berichten des Ibn Chordadbeh im Buch der Straßen und Königreiche.

Die Chasaren befanden sich an einer zentralen Schnittstelle des Welthandels. Güter aus Westeuropa wurden nach Mittelasien und China verkauft und umgekehrt. Die islamische Welt konnte sich mit Nordeuropa nur durch chasarische Vermittlung austauschen. Die Radhaniten, eine mittelalterliche jüdische Händlergilde, unterhielt Handelsstraßen durch das Chasarenreich, möglicherweise beförderten sie die Konversion der Chasaren zur jüdischen Religion.
Die Chasaren zahlten keinerlei Steuern an die Zentralregierung. Staatseinnahmen wurden durch einen zehnprozentigen Zoll auf Güter, die durch die Region transportiert wurden, sowie durch die Tributzahlungen unterworfener Nationen erzielt. Die Chasaren exportierten Honig, Pelze, Wolle, Hirse und andere Getreide, Fisch und Sklaven. D. M. Dunlop und Artamanow nahmen an, dass die Chasaren selbst keine materiellen Güter produzierten, sondern ausschließlich vom Handel lebten. Diese Theorie ist durch Entdeckungen im Laufe des letzten halben Jahrhunderts widerlegt worden, zu denen Töpfereien und Glasmanufakturen gehören.

### Chasarisches Münzwesen
Die Chasaren haben Silbermünzen, sogenannte Yarmaqs geprägt. Viele von ihnen waren Kopien arabischer dirhams. Münzen aus dem Kalifat waren aufgrund ihres verlässlichen Silbergehalts weithin in Gebrauch. Händler aus so fernen Ländern wie China, Britannien und Skandinavien akzeptierten sie, obwohl sie die arabischen Prägungen nicht entziffern konnten. Imitate der dirhams zu prägen war mithin eine Methode, die Akzeptanz der chasarischen Münzen im Ausland sicherzustellen.
Einige erhaltene Exemplare tragen die Inschrift Ard al-Chasar (arabisch für „Land der Chasaren“). 1999 wurde eine Anzahl Silbermünzen auf dem Grundstück eines Bauernhofs im schwedischen Gotland gefunden. Unter den Münzen waren mehrere auf die Jahre 837 und 838 geprägt und trugen die arabische Aufschrift „Moses ist der Prophet Gottes“ (eine Abwandlung der islamischen Münzinschrift „Mohammed ist der Prophet Gottes“). In seinem Werk Creating Khazar Identity through Coins postulierte Roman Kovavlev, dass diese dirhams zu einer speziellen Gedenkserie gehörten, mit der die Annahme der jüdischen Religion durch den Chasarenherrscher Bulan gefeiert wurde.

## Chasarischer Einfluss
Das chasarische Khaganat war auf der Höhe seiner Machtentfaltung ein mächtiger Staat. Sein Kernland befand sich ungefähr an der unteren Wolga und der Kaspischen Küste und erstreckte sich nach Süden bis zum Kaukasus bzw. bis nach Derbent, das allerdings an das Arabische Kalifat verloren ging. Zusätzlich kontrollierten die Chasaren ab dem späten 7. Jahrhundert den größten Teil der Krim und die nordöstliche Schwarzmeerküste. Um 800 umfasste die chasarische Herrschaft den größten Teil der pontischen Steppe und erstreckte sich im Westen bis zum Dnepr, während im Osten der Aralsee erreicht wurde (Manche türkische Atlanten zeichnen die chasarische Einflusssphäre im Osten über den Aralsee hinaus). Während der chasarisch-arabischen Kriege des frühen 8. Jahrhunderts flohen einige Chasaren bis an den Fuß des Uralgebirges. Einige von ihnen errichtete Siedlungen waren möglicherweise dauerhaft.

### Chasarische Städte
- Entlang der kaspischen Küste und am Wolgadelta:

Itil, Chasaran; Samandar; Chwalis
- Im Kaukasus:

Balandschar, Kasarki, Sambalut; Samiran
- Auf der Krim und in der Taman-Halbinsel:

Kertsch (auch Bospor(os) genannt, das antike Pantikapaion); Feodosia; Gusliew (das heutige Jewpatoria); Samkarsch (auch Tmutarakan genannt) und Sudak (auch Sugdaia genannt)
- Im Don-Tal:

Sarkel
- Zahlreiche chasarische Siedlungen sind in der Majaki-Saltowo-Region entdeckt worden. Entlang des Dnjepr gründeten die Chasaren eine Siedlung namens Sambat, die ein Teil dessen war, was später die Stadt Kiew werden würde. Auch Tschernihiw hat möglicherweise als eine chasarische Siedlung begonnen.

### Tributpflichtige und unterworfene Nationen

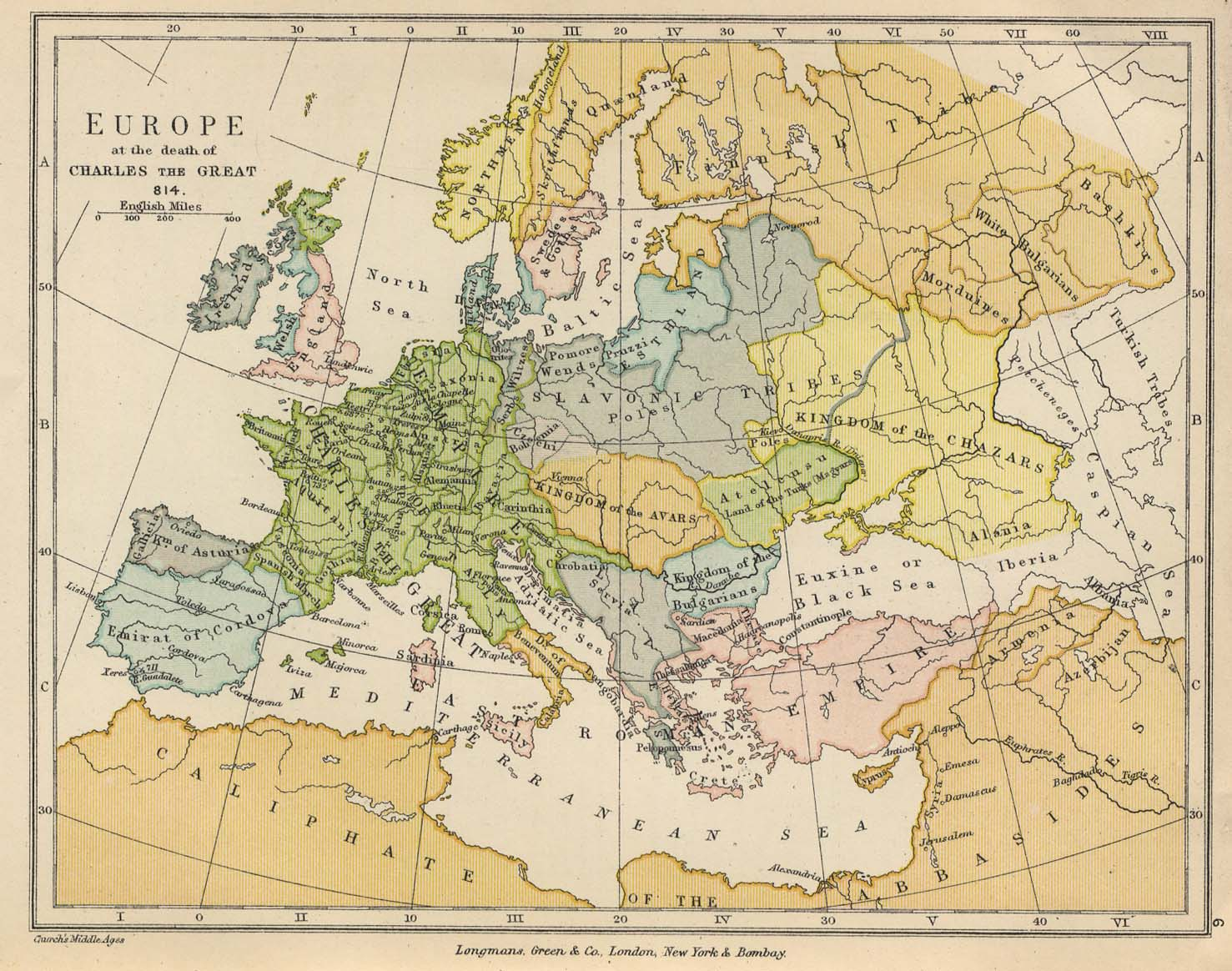
Gliederung Europas um 814: Emirat von Córdoba und Frankenreich im Westen, Byzantinisches Reich und Reich der Chasaren im Osten

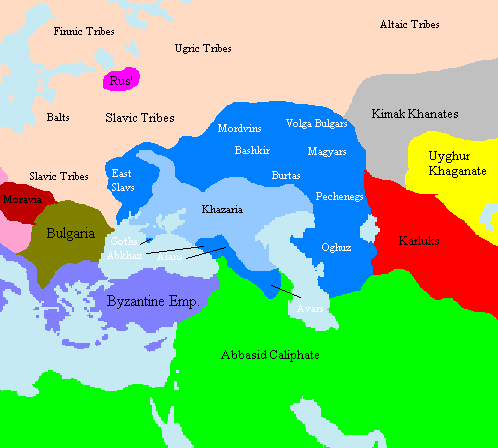
Ungefähre Ausdehnung des chasarischen Khaganats (hellblau) und seines Einflussgebiets (dunkelblau) auf der Höhe seiner Machtentfaltung, etwa 820. Ortsnamen in weißer Schrift bezeichnen abhängige Gebiete oder chasarische Stämme.

Zahlreiche Stämme waren den Chasaren tributpflichtig. Ein chasarischer Oberherrschaft unterstellter Herrscher wurde Elteber genannt. Zu verschiedenen Zeitpunkten gehörten zu den Vasallen der Chasaren:
In der pontischen Steppe, der Krim und Turkestan
Die Petschenegen, die Oghusen, die Krimgoten, die Krim-Hunnen sowie die frühen Magyaren
Im Kaukasus
Georgien, Abchasien, verschiedene armenische Fürstentümer; Arrān; die nordkaukasischen Hunnen; das heutige Adscharien; die kaukasischen Awaren; die Tscherkessen und die Lesgier.
Am oberen Don und Dnjepr
Verschiedene ostslawische Stämme wie etwa die Derewljanen und die Wjatitschen; verschiedene Herrschaftsgebilde der Rus
Entlang der Wolga
Wolgabulgarien; die Burtassen; verschiedene finnougrische Waldvölker wie die Mordwinen und die Mansen und Chanten; die Baschkiren und die Barsilen

## Niedergang und Zerfall

### Der Aufstieg der Rus
Ursprünglich waren die Chasaren wahrscheinlich mit den nordischen Stammesverbänden verbündet, die die Region um Nowgorod kontrollierten und regelmäßig Kriegszüge durch chasarisch gehaltenes Gebiet in die Gebiete am Schwarzen und am Kaspischen Meer unternahmen. Um 913 jedoch kam es zu offenen Feindseligkeiten mit den skandinavischen Marodeuren. Die chasarische Festung Sarkel, mit byzantinischer Unterstützung um 830 erbaut, war möglicherweise zur Abwehr der Angriffe der Rus wie auch gegen die Attacken der nomadischen Völker wie der Petschenegen motiviert.
Im 10. Jahrhundert begann durch die Angriffe der Waräger aus der Kiewer Rus wie auch verschiedener türkischer Stämme der Niedergang des Reiches. Es erlebte eine kurze Renaissance unter den starken Herrschern Aaron und Josef, welche aufständische Stämme wie die Alanen niederschlugen und siegreich gegen die Invasoren aus der Rus Krieg führten.

### Die kabarische Rebellion und die Auswanderung der Magyaren
Zu einem Zeitpunkt im 9. Jahrhundert revoltierte, wie Konstantin VII. (Porphyrogennetos) berichtet, eine Gruppe aus drei chasarischen Sippen, die Kabaren, gegen die chasarische Führung. Omeljan Pritsak und andere haben darüber spekuliert, dass die Rebellen das rabbinische Judentum abgelehnt haben könnten. Dies ist jedoch unwahrscheinlich, da es unter den Kabaren wie auch bei den anderen Chasaren Juden (rabbinischer und karäischer Richtung), Christen, Muslime und Animisten gab. Pritsak meinte, dass der Khagan Khan-Tuvan Dyggvi die Kabaren in den Krieg gegen den Bek geführt habe. Jedoch hat er diese Behauptungen nicht mit Primärquellen belegt. Die Kabaren wurden niedergeschlagen und schlossen sich einem von den Magyaren angeführten Bündnis an. Daher kommt die Spekulation, dass das Wort „Ungarisch“ vom türkischen Onogur („Zehn Pfeile“) abgeleitet sei, was sich auf sieben finno-ugrische Stämme und drei kabarische bezogen habe.
In den letzten Jahren des 9. Jahrhunderts schlossen sich Chasaren und Oghusen zu einem Bündnis gegen die Petschenegen zusammen, die zuvor beide Völker angegriffen hatten. Die Petschenegen wurden nach Westen vertrieben, wo sie wiederum die Magyaren verdrängten, die zuvor als Vasallen des Chasarenreichs das Don-Dnjepr-Becken bewohnt hatten. Unter der Führung Lebedias’ und später Árpáds wanderten die Magyaren westwärts über die Donau und die Karpaten bis in das heutige Ungarn. Die Auswanderung der Ungarn hinterließ ein Machtvakuum und führte zum Verlust der chasarischen Kontrolle über die Steppen der nördlichen Schwarzmeerküste.

### Feindschaft mit der Rus und Byzanz
Die Allianz mit Byzanz begann, möglicherweise infolge der Konversion zum Judentum, im frühen 10. Jahrhundert zu zerbrechen. Byzanz und die Chasaren lieferten sich auf der Krim Auseinandersetzungen und 940 stellte Konstantin VII. in De Administrando Imperio Überlegungen darüber an, wie er die Chasaren isolieren und niederschlagen könne. Gleichzeitig suchten die Byzantiner mit wechselndem Erfolg Bündnisse mit den Petschenegen und den Rus.
Die Kiewer Herrscher Oleg und Swjatoslaw I. führten mehrere Kriege gegen das Chasarenreich, oft mit byzantinischer Unterstützung. In den 960er Jahren gelang es Swjatoslaw mit Hilfe der Petschenegen schließlich, die Macht des Chasarenreichs zu brechen. Die chasarischen Festungen von Sarkel und Tamatarcha fielen 965 an die Rus, 967 oder 969 folgte die Hauptstadt Itil.

### Chasaren außerhalb des Chasarenreichs
Chasarische Gemeinschaften existierten auch außerhalb der Gebiete unter chasarischer Oberherrschaft. Viele chasarische Söldner dienten in den Armeen des Kalifats und anderer islamischer Herrscher. Dokumente aus dem mittelalterlichen Konstantinopel erwähnen eine Gemeinde im Vorort Pera, die aus Juden und Chasaren bestanden habe. Auch christliche Chasaren lebten in Konstantinopel und einige dienten in seinen Armeen. Der Patriarch Photios I wurde vom Kaiser bei einer Gelegenheit abwertend als „Chasarengesicht“ tituliert, wobei unklar ist, ob sich dies auf seine Gesichtszüge bezog oder einfach eine verbreitete Beleidigung war. Abraham ibn Daud berichtete von chasarischen Rabbinatsschülern im Spanien des 12. Jahrhunderts. In Frankreich, Deutschland und England wurde von Juden aus Kiew und anderswo in Russland berichtet, von denen jedoch unbekannt ist, ob sie Chasaren waren. Unter den Kabaren, die sich im späten 9. und frühen 10. Jahrhundert in Ungarn niederließen, können auch Juden gewesen sein. Viele chasarische Juden sind vor den Eroberern möglicherweise nach Ungarn oder andere Länder Osteuropas geflohen. Dort könnten sie sich mit den einheimischen Juden vermischt haben, die aus Deutschland und Westeuropa zugewandert waren. Höchstwahrscheinlich haben sie dort, entgegen den Theorien Arthur Koestlers, nur eine Minderheit unter den Juden Osteuropas dargestellt. Polnische Legenden sprechen davon, dass es in Polen bereits vor der Begründung der Monarchie Juden gegeben habe. Polnische Münzen aus dem 12. und 13. Jahrhundert trugen teilweise slawische Inschriften in hebräischer Schrift, wobei es keine Anzeichen dafür gibt, dass dies mit den Chasaren zu tun haben könnte.

## Späte Berichte über die Chasaren
Inwieweit chasarische politische Einheiten auch nach Swjatoslaws Eroberung Itils (968/969) weiterbestanden, ist ungeklärt. Die Chasaren könnten noch für zwei weitere Jahrhunderte einzelne Gebiete im Kaukasus kontrolliert haben, aber aufgrund der spärlichen Quellenlage ist dies schwer zu beweisen.
Dafür spricht der Umstand, dass Swjatoslaw nach der Zerstörung Itils das Wolgabecken nicht besetzt hielt, sondern schnell zu Kriegszügen in Bulgarien überging. Später wurde das Wolgabecken durch andere Steppenvölker wie die Kiptschak besiedelt.

### Jüdische Quellen
Ein hebräischer Brief aus dem Jahr 4746 hebräischer Zeitrechnung (985–986) spricht von „Unserem Herrn David, dem Chasarenfürsten“, der auf der Taman-Halbinsel (an der Schwarzmeerküste) lebe. Der Brief sagt, dass dieser Besuche von Gesandten der Kiewer Rus erhalten habe, die Rat in religiösen Fragen suchten. Dies könnte mit der Taufe Großfürst Wladimirs I. im Zusammenhang stehen, die im selben Zeitraum stattfand. Um 988 war Taman bereits Teil der Kiewer Rus, so dass dieses chasarische Fürstentum gegebenenfalls unterworfen worden wäre. Die Authentizität dieses Briefs, der unter dem Namen Mandgelis-Urkunde bekannt ist, haben Wissenschaftler wie D. M. Dunlop jedoch in Zweifel gezogen.
Abraham ibn Daud, ein spanisch-jüdischer Gelehrter des 12. Jahrhunderts, berichtet, dass er in Toledo chasarische Rabbinatsschüler getroffen habe, die ihm gesagt hätten, dass „die Übrigen von uns dem rabbinischen Glauben angehören“. Diese Bemerkung weist darauf hin, dass einige Chasaren zumindest zwei Jahrhunderte nach der Zerstörung Itils noch ihre ethnische, wenn nicht politische Eigenständigkeit bewahrt haben könnten.
Petachja aus Regensburg, ein jüdischer Reisender des späten 12. Jahrhunderts, berichtet von einer Reise durch „Chasarien“, wobei er wenig Einzelheiten über die Bewohner mitteilt, außer dass sie in einem Zustand ständiger Trauer leben.
Sein Bericht über die Konversion der „sieben Könige von Meschech“ weist große Ähnlichkeit zum Bericht Jehuda Ha-Levys über die „Kusari“ auf. Es ist möglich, dass „Meschech“ die Chasaren oder eine unter ihrem Einfluss judaisierte Gruppe meint. Dagegen spricht die Rede von den „sieben Königen“, obwohl damit auch Amtsnachfolger oder Teilherrscher gemeint sein könnten.

### Islamische Quellen
Ibn Hauqal und al-Muqaddasi erwähnen Itil nach 969, was auf einen möglichen Wiederaufbau hinweisen könnte. Al-Bīrūnī (Mitte des 11. Jahrhunderts) berichtet, dass Itil in Ruinen liege, ohne die in der Nähe aufgebaute Stadt Saqsin zu erwähnen, somit könnte es auch sein, dass Itil erst in der Mitte des 11. Jahrhunderts zerstört wurde. Selbst wenn al-Bīrūnīs Bericht kein Anachronismus ist, gibt es keinen Beweis dafür, dass dieses „neue“ Itil von Chasaren bevölkert war und nicht etwa von Petschenegen oder Angehörigen eines anderen Volks.
Ibn al-Athir, der um das Jahr 1200 schrieb, berichtet vom „Kriegszug von Fadhlun dem Kurden gegen die Chasaren“. Fadhlun der Kurde ist als al-Fadhl ibn Muhammad asch-Schaddahi identifiziert worden, der in den 1030er Jahren über Arran und andere Teile Aserbaidschans herrschte. Nach der Quelle griff er die Chasaren an, jedoch musste er flüchten, als sie seine Armee in einen Hinterhalt lockten und 10.000 seiner Männer töteten. Zwei der großen Wissenschaftler des frühen 20. Jahrhunderts, Joseph Marquart (1864–1930) und W. Barthold, waren über diesen Bericht uneins: Marquart glaubte, dass dieser Vorfall eine chasarische Gruppe betraf, die zum Heidentum und dem nomadischen Leben zurückgekehrt war. Barhold, wie auch Kevin Brook, standen ihm skeptischer gegenüber und nahmen an, dass von Georgiern oder Abchasen die Rede war. Eine eindeutige Entscheidung für eine der beiden Annahmen ist aufgrund der Quellenlage nicht möglich.

### Berichte aus der Kiewer Rus
969 nahmen chasarische Vertreter an der Disputation des Großfürsten Wladimir teil, bei welcher laut der Erzählung der Vergangenen Jahre (Nestorchronik) entschieden wurde, welche die Religion der Rus werden sollte. Ob diese Chasaren Bewohner Kiews oder Abgesandte eines verbliebenen chasarischen Herrschers waren, bleibt unklar. Einige Wissenschaftler haben die gesamte Schilderung als Legende angesehen, aber selbst dann bleibt der Hinweis auf Chasaren nach der Zerstörung des Khaganats von Bedeutung. Heinrich Graetz meinte, dass es sich um jüdische Gesandte von der Krim gehandelt haben könne, ohne jedoch Quellen hierfür zu nennen.
Weiter berichtet die Nestorchronik davon, dass Mstislaw, einer der Söhne Wladimirs, gegen seinen Bruder Jaroslaw mit einer Armee zu Felde gezogen sei, in der auch Chasaren und Tscherkessen gedient hätten.
Aus dem Jahre 1078 berichten die Quellen von der Entführung eines Fürsten Oleg durch „Chasaren“, welcher nach Konstantinopel gebracht worden sei. Allerdings gehen die meisten Experten davon aus, dass es sich hierbei um Kiptschak-Türken gehandelt hat.

### Byzantinische, georgische und armenische Quellen
Der byzantinische Chronist Kedrenos berichtet über einen gemeinsamen Angriff von Byzantinern und Rus im Jahre 1016 gegen die chasarische Herrschaft in Kertsch, welchen Georgios Tzules geleitet habe. Nach 1016 gibt es weitere uneindeutige ostchristliche Quellen, bei denen es möglich ist, dass „Chasaren“ als Sammelbegriff verwandt wurde, so wie Byzantiner und Araber alle Steppenvölker als „Türken“ bezeichneten. Vorher waren sie von den Römern „Skythen“ genannt worden. Jüdische Chasaren werden auch in einer georgischen Chronik als Einwohner Derbents im späten 12. Jahrhundert genannt.
Zumindest eine byzantinische Quelle des 12. Jahrhunderts erwähnt Stämme, die das mosaische Recht anwenden und im Balkan leben. Eine Beziehung zwischen ihnen und den Chasaren wird von den meisten Fachleuten jedoch zurückgewiesen.

### Westliche Quellen
Johannes de Plano Carpini, ein päpstlicher Legat am Hofe des mongolischen Khans Gujuk im 13. Jahrhundert, hinterließ in seinem Bericht auch eine Liste der von den Mongolen unterworfenen Stämme. Einer der aufgelisteten Stämme des Kaukasus, der pontischen Steppe und der Kaspi-Region sind die „Brutachi, die Juden sind“. Die Identität dieser „Brutachi“ ist ungeklärt. Giovanni schreibt später, dass diese ihre Köpfe rasierten. Obwohl er sie als Kiptschak-Türken bezeichnet, könnten sie doch ein Überrest der Chasaren gewesen sein. Anderenfalls könnten sie auch zum Judentum übergetretene Kiptschak gewesen sein, ähnlich wie die Krimtschaken und Krim-Karäer.

## Spekulationen über Nachfahren
Der Orientalist Hugo von Kutschera, der Schriftsteller Arthur Koestler (1905–1983) (Der dreizehnte Stamm) sowie die israelischen Historiker Abraham N. Poliak (1910–1970) und Shlomo Sand (* 1946) vertreten die Theorie, die jüdischen Chasaren seien die Vorfahren der meisten oder aller Aschkenasim. Der amerikanisch-israelische Genetiker Eran Elhaik (* 1980) sieht im Genom europäischer Juden Hinweise auf eine Verwandtschaft mit vielen verschiedenen antiken Ethnien, darunter auch mit den Chasaren.
Andere genetische Untersuchungen erkennen einen angesichts von fast zwei Jahrtausenden Zerstreuung in der Diaspora hohen Grad an genetischer Homogenität und verweisen deutlich auf die überwiegend nahöstliche Herkunft der jüdischen Bevölkerung. Dies bedeutet auch, dass die Aschkenasim entweder keine Verwandtschaft zu den Chasaren aufweisen oder dass das chasarische Element nur einen kleinen Anteil ausmacht. Der Osteuropahistoriker Frank Golczewski nennt die These vom chasarischen Ursprung der Aschkenasim „mehr als fragwürdig“. Auch Hans-Jürgen Bömelburg und Stefan Rohdewald nennen sie „unplausibel“.
Nach dem russischen Historiker Wiktor Alexandrowitsch Schnirelman ist die Chasarenthese durch den Antizionismus ihrer Vertreter motiviert. Diese argumentierten, dass, wenn die Juden primär chasarischer Herkunft seien, Gottes biblische Verheißung des Landes Kanaan an die Israeliten für diese keine Geltung habe. Diese Versprechung gilt nach jüdischer Anschauung allerdings auch für Konvertiten, außerdem sind mehr als die Hälfte der heutigen Israelis keine Aschkenasim. Dem wird wiederum entgegengehalten, dass politische Implikationen nichts über den Wahrheitsgehalt des Kerns der Theorie aussagten. So sei Koestler selbst, basierend auf säkularen Überlegungen, ein überzeugter Zionist gewesen. Auch in der Sowjetunion wurde die Chasarentheorie zur Rechtfertigung für Antisemitismus und zur Legitimation russischer Eroberungen herangezogen. Heute wird die Chasarentheorie vor allem von Antisemiten wie der Christian-Identity-Bewegung oder dem rechtsesoterischen Verschwörungstheoretiker David Icke verbreitet, weil sie erlaubt, zwischen vermeintlich „guten“ und „bösen“ Juden, nämlich den angeblich von den Israeliten abstammenden Sepharden und den chasarischen, also eigentlich „asiatischen“ Aschkenasim zu unterscheiden.